# Daniel Griffin
Daniel Griffin (Chicago, Illinois), es desde 2009 el batería de Fito & Fitipaldis.
Además de haber tocado la batería en tres discos nominados a los Latin Grammy, su primera grabación en estudio con Fito & Fitipaldis fue Triple Disco de Platino, y el sencillo "Entre la espada y la pared" fue nominado a los Latin Grammys. En 2014-2015 giraron por España, Argentina, Chile y Uruguay. 
Los Fitipaldis hicieron una gira acústica por España en 2012-2013, concentrándose en teatros y recintos de tamaño medio. De esta gira se ha editado un DVD con doble CD de sus conciertos en el histórico Teatro Arriaga de Bilbao (ed. 2014). 
En 2009-2010 el grupo giró por toda España, con paradas adicionales en Londres y Shanghái, desde donde tocaron en directo vía satélite para la Semana Grande de Bilbao. Como hitos en esta gira de 75 fechas, en el Palacio de Deportes de Madrid fueron el primer grupo de la historia en colgar el cartel de “Entradas Agotadas” tres noches seguidas, y en el Festival EnVivo de Getafe tocaron para 35.000 personas. 
En 2011 tocó para la recta final de la gira Bye Bye Ríos, la última gira del legendario Miguel Ríos, incluyendo sus últimos conciertos en España y México.
En 2008-2009 cubrió toda la geografía española un par de veces con Tequila en su gira de reunión.
Nativo de Chicago, Dani estudió con profesores como Paul Wertico (Pat Metheny) y Kenny Aronoff (Smashing Pumpkins, John Mellencamp). Durante dos años estudió percusión clásica y batería con una beca en la Northwestern University. 
Llegó a España en 1993, donde acompañó a Christina Rosenvinge, Diego Vasallo, y Platón, entre otros, en giras por España y Sudamérica. Después de una especie de sabático baterístico, durante el cual persiguió el camino de la composición y producción, en 2006 grabó con Ariel Rot Ahora Piden Tu Cabeza, que fue nominado a los Latin Grammys. En el siguiente disco de Ariel Rot, Dúos, Tríos y Otras Perversiones, tuvo la oportunidad de grabar con Amaral, Calamaro, Bunbury, Sabina, Miguel Ríos, Los Ronaldos y Jaime Urrutia. Este disco también recibió una nominación a los Latin Grammys. La racha de nominaciones a los Grammy siguió: la tercera vino por Solo o en Compañía de Otros, de Miguel Ríos. También ha grabado para M-Clan, Tequila, Nena Daconte, Sergio Makaroff, Ivan Rosquellas, Dear Audrey y Calle París, entre otros. 
Como muestra de su inquietud más allá de las fronteras de la batería, en su faceta de compositor y arreglista tiene editadas casi 400 canciones en España y Sudamérica, incluyendo 9 discos propios creados para enseñar inglés a niños a través de la música. La editorial Oxford University Press le comisionó también para componer 6 CDs de música para enseñar inglés. Varios de sus discos, bajo el nombre de Dancing English y coproducidos por el gran José Nortes, han sido grabados con músicos de la talla de Candy Carmelo, Luis Prado, Boli Climent, Alfonso Pérez, Txetxu Altube y Bob Sands. 
Es artista esponsorizado de DW, Zildjian, Remo y Vic Firth. 
- Datos: Q5798406